# 梁浩 (医师)

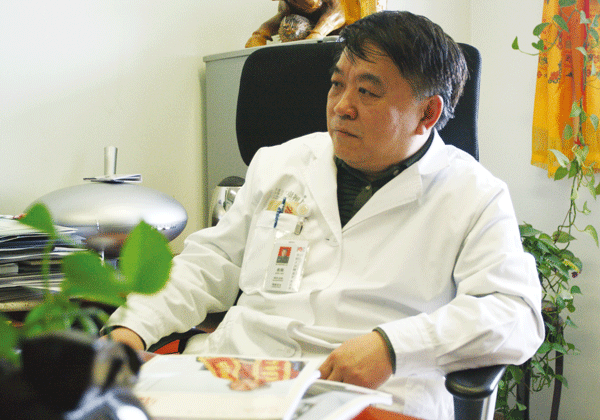
梁浩

梁浩（1956年—），吉林长春人吗，解放军总医院消化科主任医师，教授。中国共产党党员，文职二级军衔。

## 人物简介
1977年，考入白求恩医科大学。1982年，获临床医学学士学位，分配至301医院。
1997年，晋升主任医师职称。
2000年，获全军科技进步三等奖，被解放军总后勤部授予三等功。